# Spirit of St. Louis

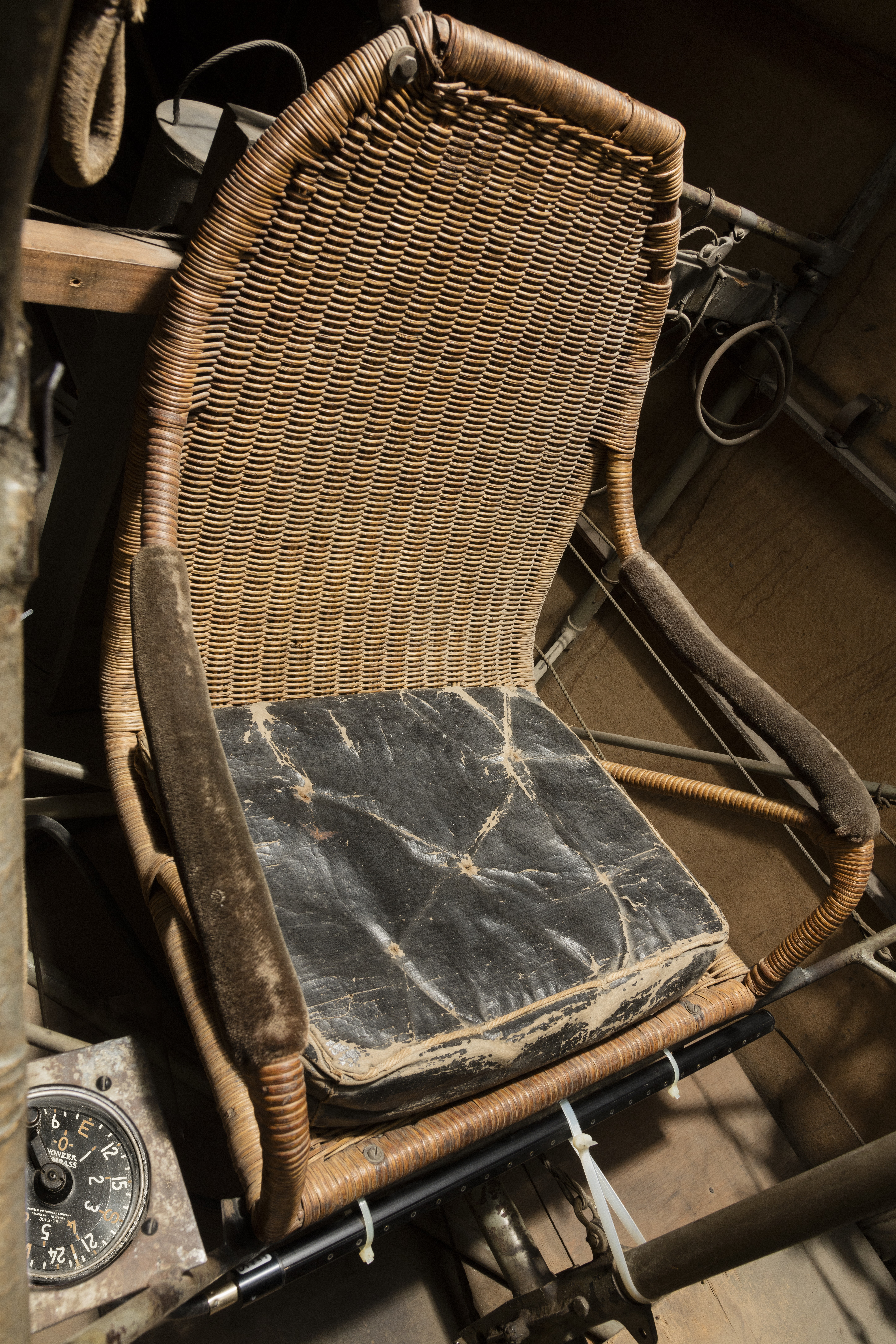
Spirit of St. Louis – Pilotensitz und Kompass

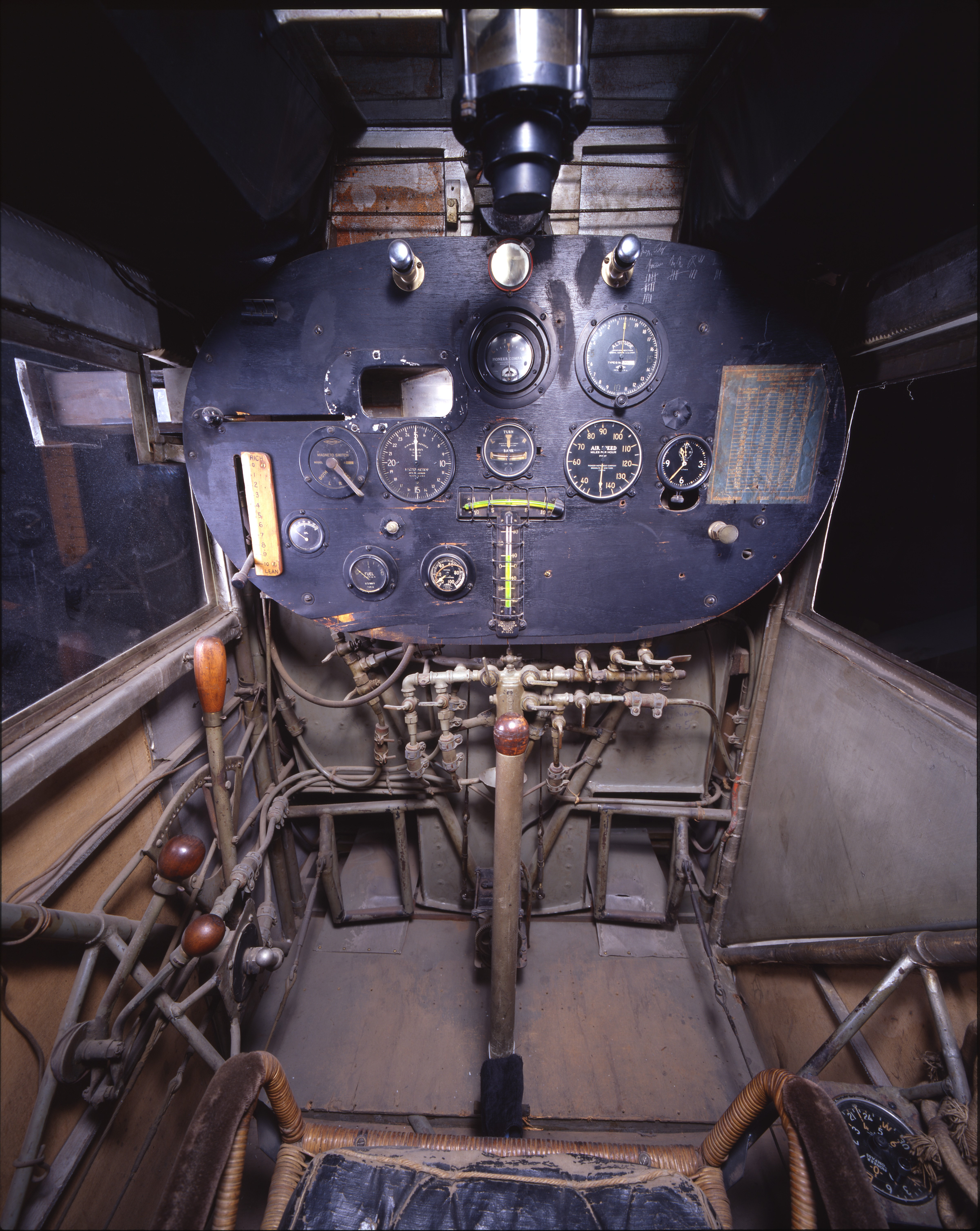
Spirit of St. Louis – Blick ins Cockpit (links oben das Periskop)

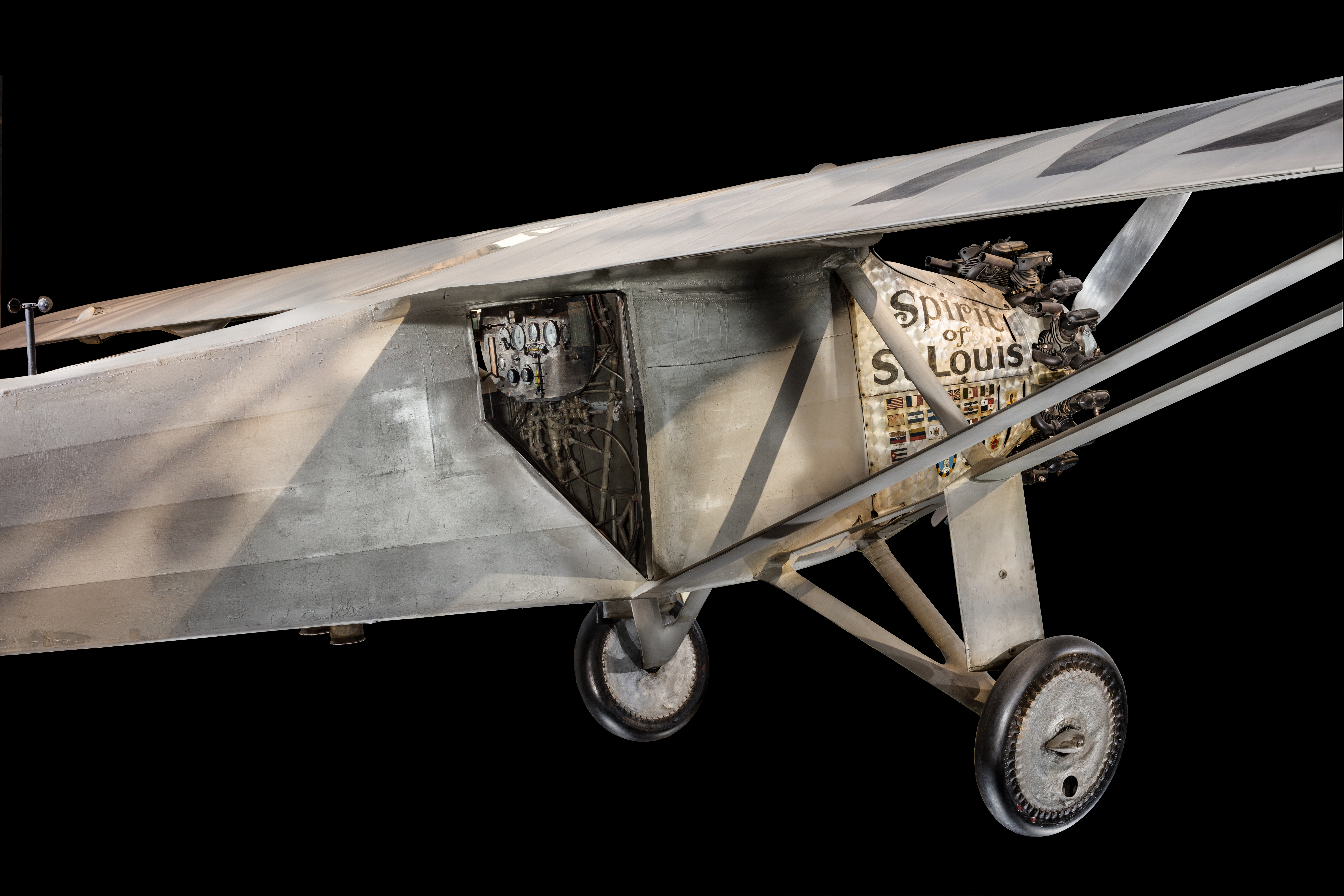
Spirit of St. Louis – Ansicht von hinten seitlich, die die Anordnung des Cockpits hinter dem Motor und den Tanks zeigt, wodurch der Blick nach vorne versperrt ist.

Spirit of St. Louis ist der Name des Langstreckenflugzeugs Ryan NYP (Kennzeichen: N-X-211), mit dem Charles Lindbergh am 20. Mai 1927 um 7:51 Uhr den Atlantik überquerte und den Orteig-Preis für den ersten Nonstopflug von New York nach Paris gewann.
Mit dem Namen Spirit of St. Louis drückte Lindbergh seinen Dank an die privaten Geldgeber dieses Projektes aus, die aus St. Louis stammten. In der Typbezeichnung Ryan NYP steht NYP für die Flug-Mission New York–Paris, für die die Maschine konstruiert wurde. Im behördlich zugewiesenen Luftfahrzeugkennzeichen N-X-211 steht das X für experimental (deutsch Experimentalflugzeug).

## Konstruktion

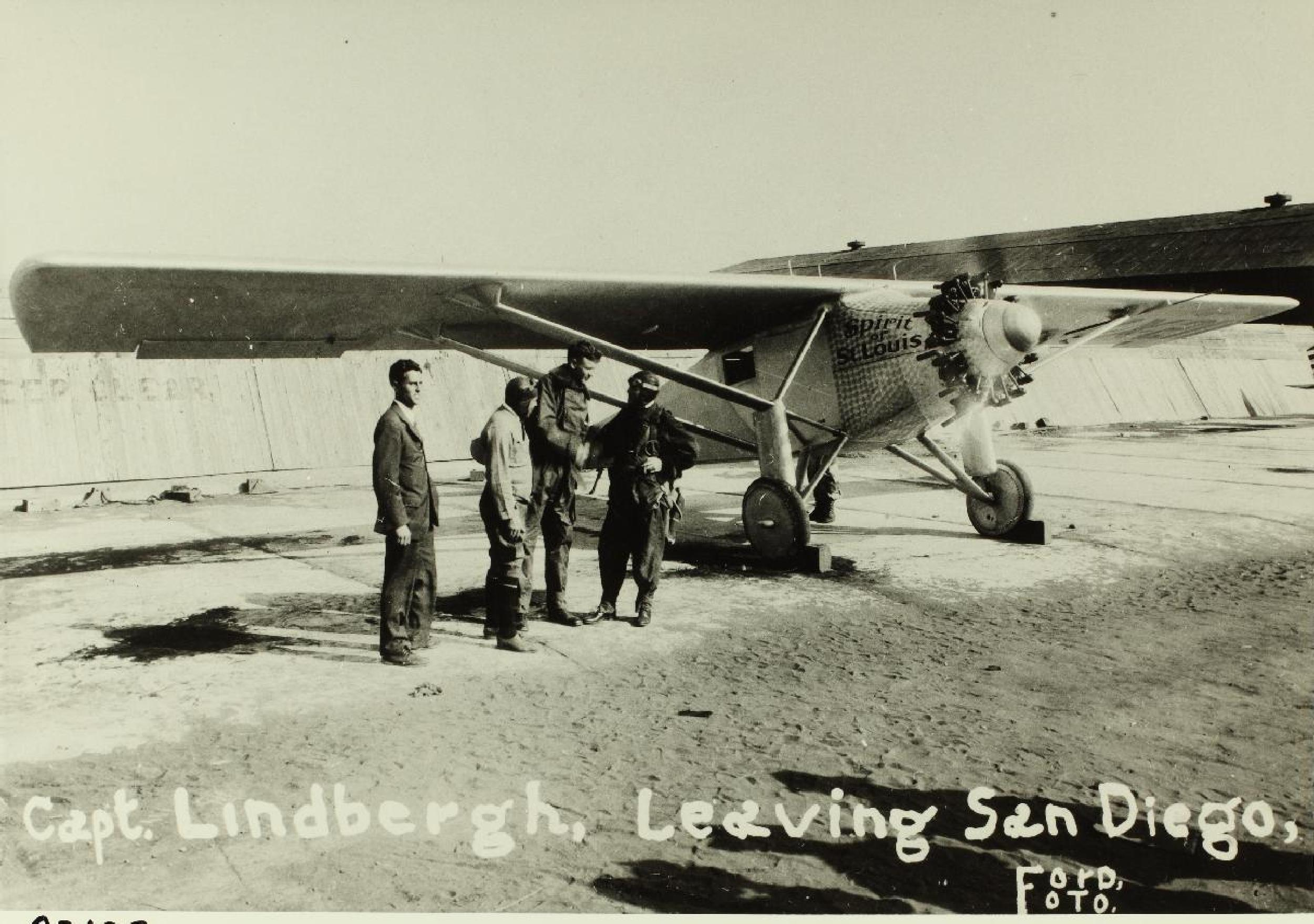
Lindbergh (2. v. r.) vor der Spirit of St. Louis kurz vor dem Flug nach St. Louis. (Bild vom 10. Mai 1927 auf dem Rockwell Field von North Island, dem Nordende der Coronado-Halbinsel bei San Diego)

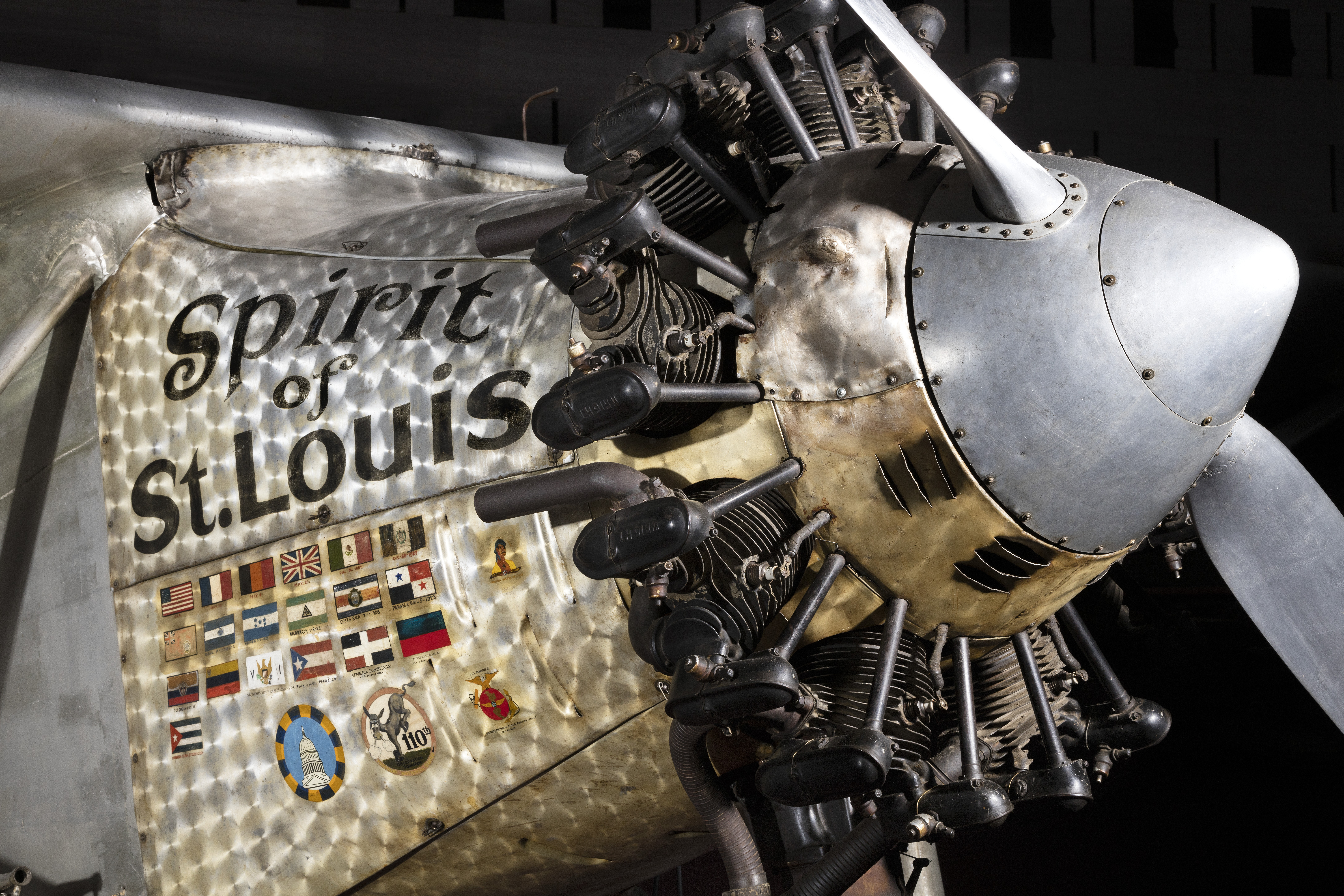
Propeller und Motor der Spirit of St. Louis

Die Ryan NYP ist eine Entwicklung auf Basis des Typs Ryan M-2 von Ryan Airlines und wurde in San Diego gebaut. Es handelt sich um einen Schulterdecker aus Stahlrohr und Holz, der mit Stoff verkleidet ist. Im Gegensatz zu anderen Flugzeugen, die zum Gewinn des Orteig-Preises gebaut wurden, hat es nur einen Motor, einen Wright J-5 mit 166 kW (223 PS), der selbstschmierende Kipphebelwellen und – als erster Verbrennungsmotor – Ventile mit Natriumkühlung hatte. Lindbergh war der Meinung, dass beim Ausfall eines Motors eines voll beladenen mehrmotorigen Flugzeugs die verbleibenden Motoren die Maschine auch nicht in der Luft halten könnten. Das Risiko eines Motorenausfalls steige aber mit der Zahl der Motoren.
Das Spornradfahrwerk ist fest (nicht einziehbar oder abwerfbar).
Der Haupttank ist günstig etwa im Schwerpunkt des Flugzeuges vor der Pilotenkanzel eingebaut, der Pilot kann nur durch ein kleines Periskop nach vorne sehen. Lindbergh benutzte auch dieses nicht, da er als früherer Postflieger daran gewöhnt war, dass Postsäcke die Sicht nach vorn behinderten, und orientierte sich durch Blicke aus den Seitenfenstern. Diese Platzierung ist außerdem für den Piloten sicherer, da er im Falle einer Bruchlandung nicht zwischen Motor und Tank eingeklemmt werden kann. Insgesamt kann die Ryan NYP 1705 Liter Treibstoff tanken, der mit ca. 1300 kg mehr als die Hälfte der maximalen Startmasse von 2330 kg ausmacht. Die theoretische Reichweite der Maschine liegt bei 6437 Kilometern, das sind ca. 4000 (Land)meilen (ca. 3480 naut. Meilen).
Das Flugzeug ist auf einen geringen Luftwiderstand und besonders auf ein geringes Gewicht hin optimiert. Deshalb wurde auch auf einige Instrumente wie Benzinuhr oder Funkgerät verzichtet. Lindbergh kannte den Verbrauch des Motors pro Stunde und den Inhalt der einzelnen Tanks. Deshalb benötigte er auch keine Tankanzeige, sondern er schaltete während des Fluges nach einem genauen Zeitplan zwischen den einzelnen Tanks hin und her, um das Flugzeug in der Trimmung zu halten und nicht einseitig zu belasten.
Lindbergh war am Entwurf des Flugzeugs beteiligt und überwachte auch selbst den Konstruktionsprozess.

## Nonstopflug von New York nach Paris
Startplatz für den Paris-Flug war das Roosevelt Field in New York und nach einer Flugstrecke von 5808,5 km (3610 Meilen) landete Lindbergh am 21. Mai 1927 nach 33 Stunden und 30 Minuten auf dem Flughafen Le Bourget in Paris. Damit gewann er den vom Hotelier Raymond Orteig ausgeschriebenen Orteig-Preis von 25.000 US-Dollar für den ersten Nonstopflug von New York nach Paris.

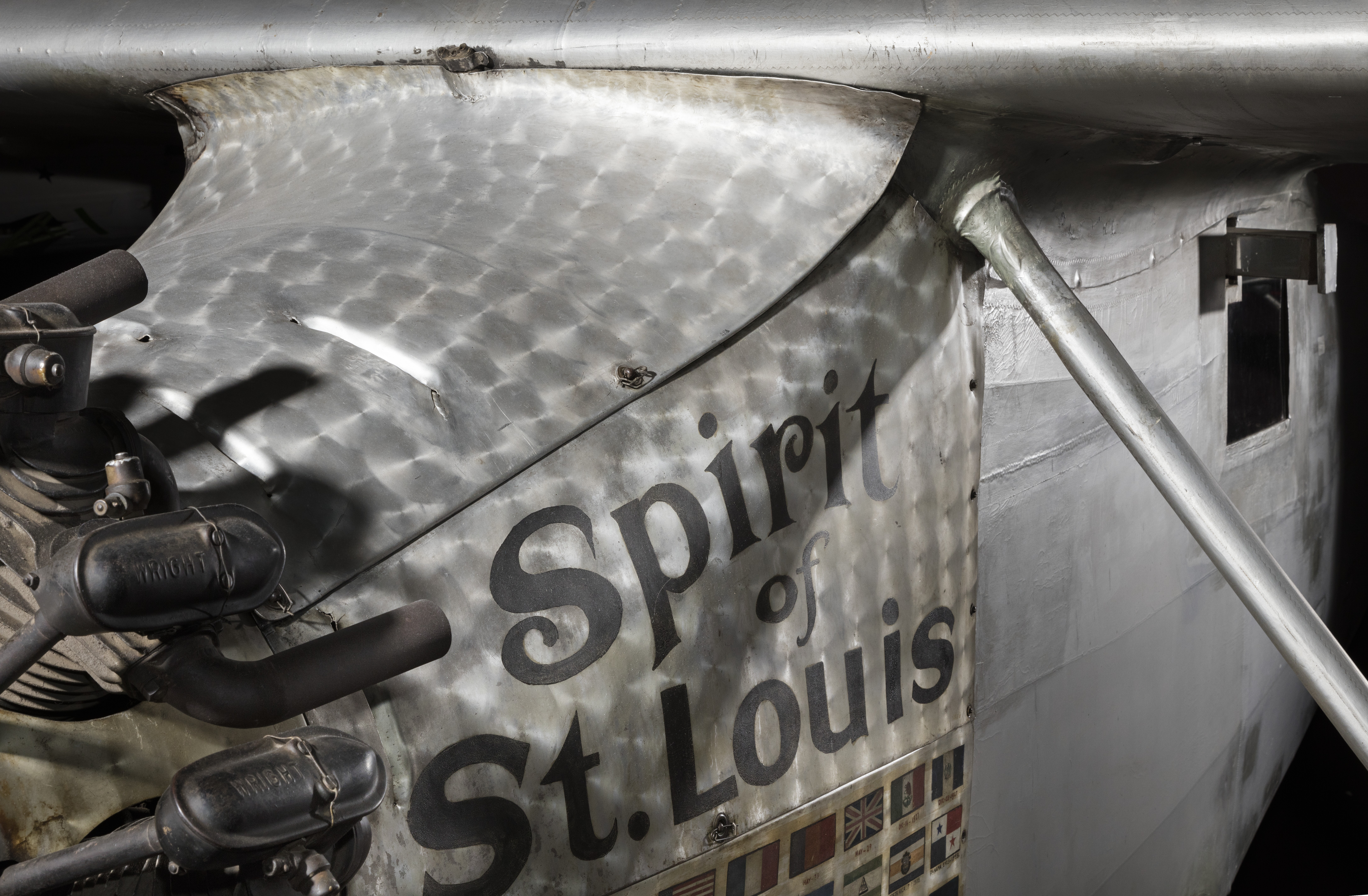
Spirit of St. Louis – Blick auf das Periskop (rechts am Cockpitfenster)

Nach dem erfolgreichen Transatlantik-Flug wurden in Paris mehrere gravierende Schäden an der Spirit of St. Louis entdeckt, so etwa größere Risse in der Bespannung sowie ein 20 cm langes Loch im Tank. Da die Maschine nach der Landung in Paris von einer begeisterten Menge bestürmt wurde, müssen die Beschädigungen nicht im Flug entstanden sein.

## Verbleib
Das Flugzeug hängt heute als eines der Exponate im National Air and Space Museum in Washington, D.C. im Eingang an der Decke.

## Technische Daten des Flugzeugs
| Kenngröße             | Daten                                                        |
| --------------------- | ------------------------------------------------------------ |
| Besatzung             | 1                                                            |
| Länge                 | 8,56 m                                                       |
| Spannweite            | 14,03 m                                                      |
| Höhe                  | 3,04 m                                                       |
| Flügelfläche          | 29,64 m²                                                     |
| Flügelprofil          | Clark-Y                                                      |
| Leermasse             | 974 kg                                                       |
| Startmasse            | 2330 kg                                                      |
| Höchstgeschwindigkeit | 220 km/h                                                     |
| Triebwerk             | 9-Zylinder-Sternmotor Wright J-5C Whirlwind, 223 PS (166 kW) |